# Moovit
Moovit è un'applicazione e piattaforma Mobility as a Service che fornisce informazioni per la pianificazione degli spostamenti nelle grandi aree urbane tramite il trasporto pubblico di linea e non di linea, integrando anche altre forme di mobilità, come ad esempio la bicicletta, il taxi, il monopattino elettrico o il motorino in condivisione. L'app Moovit è disponibile in 45 lingue ed è attiva in 3500 aree metropolitane di 112 paesi al mondo. Al suo interno aggrega 7500 operatori di trasporto pubblico locale e 360 operatori di micro mobilità.
L'applicazione è stata sviluppata ed è manutenuta da Moovit App Global Ltd, controllata dall'israeliana Mobileye, del gruppo Intel, e con sede presso Ness Ziona, in Israele. Dispone di uffici in tutti i continenti e sviluppa soluzioni Mobility as a Service per aziende di trasporto pubblico e amministrazioni locali.

## Storia
Moovit nacque nel 2012 con il nome di Tranzmate e venne sviluppata da una startup israeliana guidata da Nir Erez, Roy Bick e Yaron Evron. Nella prima fase i tre ricevettero un finanziamento di 3,5 milioni di dollari statunitensi da Gemini Funds e BRM Capital, mentre nel 2013 ne ottennero 28 milioni, con l'aggiunta di Sequoia Capital.
Nel marzo 2014 fu aggiunta una funzionalità per permettere agli utenti volontari di fornire dati e orari del trasporto pubblico delle aree non accessibili agli sviluppatori dell'applicazione. La Mooviter Community conta 800.000 membri da 142 paesi differenti.
La startup fece partire una terza raccolta fondi nel gennaio 2015, racimolando circa 50 milioni di dollari da parte dei precedenti investitori, e una quarta nel febbraio 2018, ottenendo altri 50 milioni di dollari con l'aggiunta di Intel Capital. Con quest'ultima raccolta fondi Amnon Shashua, vicepresidente di Intel, è entrato a far parte del consiglio di direzione della startup come osservatore.
Nel maggio 2020, con oltre 800 milioni di utenti, Moovit è stata acquistata da Intel per 900 milioni di dollari ed è stata integrata nella controllata Mobileye.

## Collaborazioni
L'app è stata partner dei Giochi Olimpici del 2016, UEFA Euro 2016 e dei Giochi Asiatici del 2018. Inoltre è stata scelta come partner app anche da club calcistici quali Roma, Inter e Olympique Marsiglia.